# 和久井美兎
和久井 美兎（わくい みと、2000年12月26日 - ）は、日本のAV女優。マインズ所属。

## 略歴
2022年2月、プレステージの専属女優としてAVデビュー。当初の肩書は「エロ看護師」。その名の通り、実際に小児科勤務の看護師であった。
2023年2月、プレステージ専属を卒業し、企画単体女優として活動していくことを発表。また2年目からは事務所主催のトークイベントなどでのMCやプール撮影会などの水着モデルとしても活動を始める。
2024年3月28日には、東京・青山RizMで開催した音楽イベント『LADY MADONNA ～春、桜の花芯満開～』に福田ももとの2人組ユニットで出演。この出演は開催数日前に急遽決まったもので、イベント内では歌やダンスだけでなく、「あっち向いてホイからの激辛ペヤングやきそば食い」も披露した。また7月11日には、東京・青山RizMで開催された音楽イベント『LADY MADONNA ～夏のユニット祭り～』に和久井、福田もも、白浜美羽、天野花乃、水瀬りたによるアイドルユニット「みるくの戦士」として出演。ユニットとしての初ライブを行った。
同年10月19日、東京・ミコノスで開催されたトークイベント「みとぴょんと酒を呑みたい! 智崇石垣の夜のオカズになる話」に出演。
2025年3月1日、自身初となる冠イベント『祝3周年! がんばれ! みとぴょん伝説』を東京・レフカダ新宿で開催。イベント内では、デビュー時（2022年2月）からの3年間を自己採点しながら自身を振り返る「3周年を自己採点」を行い、デビュー当時のエピソードやギャル系女優へ転身したきっかけ、自身が参加するアイドルユニット「みるくの戦士」の結成話などを語った。また4月6日には、冠イベントの第2弾『がんばれ! みとぴょん伝説 第二章』を同じく東京・レフカダ新宿で開催。イベント内で「日本酒の利き酒」に挑戦した。
2025年4月19日、和久井が参加するアイドルユニット「みるくの戦士」の主催ライブ『みるふぇすっ! ～みるくの戦士主催ライブ～』を東京・秋葉原で開催。各メンバーのソロコーナーやユニット初のオリジナル楽曲「うぃーくえんど」を初披露したほか、MC内でグループ名を「みるせんっ!」へ改名することを発表した。
2025年5月25日、自身の冠イベント第3弾『がんばれ! みとぴょん伝説 第三章 音羽美鈴参戦!』を東京・レフカダ新宿で開催。イベント内では、和久井が直接出演交渉をした事務所の後輩女優・音羽美鈴をゲストに招き、2人のトークや音羽美鈴への質問コーナーのほか、利きレモンサワーにも挑戦した。
2025年6月14日、和久井が参加するアイドルユニット「みるせんっ!」の1stワンマンライブ『みるすとーむ!』を東京・秋葉原 ZESTで開催。
2025年6月28日、東京・レフカダ新宿にて『がんばれ! みとぴょん伝説 第四章』を開催。ゲストに福田ももを迎え、「二人が参加するアイドルグループ「みるせんっ!」のオリジナル曲を二人だけで完璧に再現できるか」にチャレンジした。また7月19日には、東京・新宿ミコノスにて『がんばれ! みとぴょん伝説 第五章』を開催。ゲストに元AV女優のmionを迎え、「シャンパン利き酒」に挑戦した。

## 人物
東京都出身。趣味・特技は、アイドルの追っかけ、お琴。
見た目からギャル系の役回りも多いが、素は気配りができ、仕切りもできる「頼れるお姉さん」タイプ。酒も強い。モットーは「楽しく生きる。ストレスを溜めない」。
高校生の頃に彼氏の家で初体験をしたが、その時は痛いだけで気持ち良さはなく、20歳になるまでセックスが気持ちいいとは感じなかった。
AV女優のスキルとしては、ささやき誘惑や寸止めプレイなど、小悪魔プレイを得意とする。

## 作品

### アダルトビデオ
- 新人 プレステージ専属デビュー 世界を牛耳るZ世代から爆エロ看護師デビュー!（2月25日、プレステージ）
- 美少女と、貸し切り温泉と、濃密性交と。 21（3月25日、プレステージ）
- 【プレステージ20周年特別企画】 VlogDiary × 和久井美兎 （特典映像・働くオンナ）（4月29日、プレステージ）
- アオハル 制服美少女と完全主観で過ごす性春3SEX。 #10（5月27日、プレステージ）
- 天然成分由来 和久井美兎 汁120% 78（6月24日、プレステージ）
- 和久井美兎がご奉仕しちゃう 超最新やみつきエステ 53（7月22日、プレステージ）
- 超♡透け透けスケベ学園 青春は透き通る位じゃなきゃダメなんだ! CLASS 16（8月19日、プレステージ）
- 和久井美兎 なまなかだし 47（9月16日、プレステージ）
- 俺の従順ペット候補生 05（10月21日、プレステージ）
- 新・絶対的美少女、お貸しします。 ACT.114（11月18日、プレステージ）
- 何もない田舎で幼馴染と、汗だく濃厚SEXするだけの毎日。 case.04（12月16日、プレステージ）

- ひたすら生でハメまくる、終らない中出し性交。 体内射精18連発（1月20日、プレステージ）
- 優等生調教 美人女子マネ校内種付け妊娠合宿 和久井美兎（5月16日、グローリークエスト）
- 僕の事を異性として見てない幼馴染が逆バニーで僕を無自覚誘惑。その日から毎日中出しセックスに明け暮れた。 和久井美兎（6月6日、BeFree）
- 令嬢調教 懐妊までの地獄の30日間 和久井美兎（6月13日、オーロラプロジェクト・アネックス）
- 中出し肉感チクビ絶頂 みと 無邪気なFcupムチムチ制服美少女 淫乱絶頂生徒指導 和久井美兎（6月27日、オーロラプロジェクト・アネックス）
- 大っ嫌いな上司のチ●ポがドストライクすぎて… セクハラSEXで死ぬほどイカされたその後、貪り合うようなおかわり中出し性交 和久井美兎（7月4日、MOODYZ）
- ゲス極道に脅され監禁され犯され続け性処理肉便器に堕ちた新米キャビンアテンダント 和久井美兎（7月18日、エムズビデオグループ）
- 流出シロウトNTR【プライベート映像】【寝とってもらいました】＃08（7月21日、DOC）
- 剛毛とにかくチューチュー頭がトロける程舐めまくる! ねっちぃ吸いにもう無理! アクメぐっちょぐちょ執拗クンニ大好き娘 和久井美兎（8月8日、ダスッ!）
- 乳首コリコリ! 滲み出る汗! 中出しされて感度MAXのマ●コを追撃でかき回す! チクイキ絶頂汗だくセックス 和久井美兎（8月8日、TEPPAN）
- 現役看護師のドM性格良子ちゃん 媚薬飲んでクビレ & ムチ尻震わせながらイキセックス 和久井美兎（8月8日、ROOKIE）
- 見た目ギャルな制服女子が軽い気持ちでP活してみたら… まさかのどハマり おじさんの巨根を自ら求める不埒な女になりました… 和久井美兎（8月8日、クリスタル映像）
- 俺を誘惑するエロ家政婦 和久井美兎（8月8日、セレブの友）
- 限界突破! 媚薬で引き出す最高潮キメセクFUCK 和久井美兎（8月16日、MAXING）
- 女の子になった発情期のウサギちゃん 四六時中盛りっぱなしで無邪気にチ○ポ欲しがり「もう射精してるってばぁ」状態で中出し後もノンストップで追撃ピストン子作り連射しまくり! 和久井美兎（8月22日、本中）
- ≪立ちんぼ女子に声かけたら…≫ 彼氏にフラれて傷心、絶倫ナンパ師の餌食になっちゃった女の子。 失恋女子:みと 職業:看護師 ※強がり作り笑顔（9月5日、ナンパJAPAN）
- 希望を胸にやってきた新人メイドを朝から晩まで種付け痙攣性処理調教 嫌悪しか感じない男に泣きたくなるほど犯されて… 和久井美兎（9月12日、クリスタル映像）
- 恋愛禁止の裏側。 濡れ舌剥き出しでねっちょり交わる欲求不満アイドルレズビアン 円井萌華 和久井美兎（9月12日、ビビアン）
- 綺麗好きの彼女の部屋で初キスするつもりが、悪臭漂うゴミ部屋野郎に中出しされまくってズタボロに汚された 和久井美兎（10月3日、かぐや姫Pt/妄想族）
- 図書館に受験勉強をしにきた頭の良さそうな清楚系女子校生に媚薬をたっぷり塗ったチ〇ポで即ハメしたらアヘ顔で痙攣するほど感じてイキまくった（10月12日、SODクリエイト）
- マジックミラー号ハードボイルド ココナッツ香る 夏ギャルが挑戦する手コキ射精チャレンジ! 遅漏すぎデカチンを15分以内にどっぴゅん発射できたら賞金15万円! 「ギン勃ちで熱くてドクドク…照」と赤面した素人ビキニ娘は、覚醒デカマラの連続中出しも受け入れてしまうのか!（10月12日、サディスティックヴィレッジ）
- マゾ覚醒美少女奴隷 和久井美兎（10月20日、プラネットプラス/七狗留）
- 優等生の幼なじみはとっても負けず嫌い! だからバカにされるとエッチな事だって一生懸命ガンバっちゃいます! 和久井美兎（10月24日、K-Tribe）
- 部活終わりの女子校生に寝たフリして勃起チ〇ポ見せつけたら二度見三度見され… 潤んだ瞳で唾液たっぷり発情オシャブリ & まんずりオナニーされた教育実習生のボク（10月26日、SODクリエイト）
- 九十九里浜で声をかけたビキニギャルが火照った身体をクールダウンさせる冷感ローションマッサージ体験! 体温がさがるはずなのに【こっそり混ぜた媚薬】で性欲が覚醒！敏感になった乳首やクリをいじられ、ガニ股失禁イキ潮噴射! 快楽に負けて自分からデカチンSEXをおねだりしちゃうなんて!（10月26日、サディスティックヴィレッジ）
- 和久井美兎 BEST 全12作品 【完全】コンプリート盤 8時間（10月27日、プレステージ）※単体ベスト
- 素人ナンパでセンズリ鑑賞 17 見るだけでいいんです! だからちょっと僕のチ●ポ見てもらえませんか?（11月7日、かぐや姫Pt/妄想族）
- （裏）手コキクリニック ～完全版～ 性交クリニック 14 ※全員、医療従事経験ありのSPキャスト4名 ‘またがり騎乗位性交処置‘編 ～受け継がれる超業務的リアル看護～（11月9日、SODクリエイト）
- ご主人様を華麗なドSプレイで性癖グチャグチャにする拘束 × 監禁の射精監獄メイド強性奉仕プリズン 花柳杏奈 椿りか 和久井美兎（11月14日、Million）
- どこでもおしっこ! 素人娘の大放尿33人 スロー再生でじっくり鑑賞できるマニア向け映像 8（11月21日、かぐや姫Pt/妄想族）
- なんてふしだらなメスガキなんだ! 勉強を教えるボク（家庭教師）にデカ尻を挑発的に見せつけて勃起を誘発してくるメスガキビッチ女子生徒! 和久井美兎（11月28日、ROYAL）
- もう我慢できない! 見せつけ誘惑で俺を翻弄する小悪魔姪っ子 和久井美兎（12月20日、プラネットプラス/七狗留）
- 近所で話題の美少女はタイプのオジサンを見つけるとあざとく誘惑してきてヤラせてくれるらしい…。 和久井美兎（12月26日、K-Tribe）

- 人妻自宅エステ盗撮 妻が自宅エステサロンを始めたのですが…（1月9日、JET映像）
- 潮吹きマジックミラー号 水着ギャルが初めての潮吹きで連続イキ! オイルマッサージで勝手に指入れされて感じまくる押しに弱いギャルは中出しも断れない!? 2（1月11日、ナチュラルハイ）
- 祝! 2024年! 初詣帰りのほろ酔い美女限定 お年玉争奪羞恥野球拳対決（1月12日、赤面女子）
- 個人撮影で頑なにSEXを拒む女子○生に媚薬を盛ったら強力すぎてぶっ倒れたので… 痙攣睡姦中出し 2（1月25日、ナチュラルハイ）
- オイルで乳房をテカテカにして男を何度もイカせるささやき巨乳メンズエステ -million-（1月30日、Million）
- オナサポ!! 女子○生 着衣で全裸で挑発的ダンス 5（2月6日、かぐや姫Pt/妄想族）
- 責め経験ほぼゼロ//超うぶ素人娘がM男くんと密室2人きりww「ほら精子出しなよ///でも勝手に出しちゃダメぇ～」敏感すぎるM男に大発情 & ドS痴女覚醒!? 乳首舐め手コキ、顔騎、足コキ、罵倒で小悪魔寸止め//暴発しちゃうMチンに跨り杭打ち騎乗位でエロエロ腰振りエンドレス絶頂!! M男君のキャンタマ枯渇するまで精子搾取連続中出し!! 2（2月9日、赤面女子）
- 働くカワイイ看板娘の皆さん!! 「仕事の合間に筆下ろししてくれませんか!?」 休憩中に童貞くんの悩みを聞いてると母性本能くすぐられ膣がキュンキュン赤面発情（＾＾；）「私が…初めてじゃダメかな」ミラクル展開ww 勤務中に童貞卒業ナマハメ連続中出しセックスSP（2月23日、赤面女子）
- 蒸れた脚の匂いを嗅がせながらM男イジめ手コキ（2月27日、SEX Agent/妄想族）
- 顔で抜く!! 顔面ドアップ相互オナニー 2（2月27日、SEX Agent/妄想族）
- このギャル、俺の乳首係り 和久井美兎（3月1日、ドリームチケット）
- 【※超絶悲報※】変質者の自宅に監禁されたP活ギャルは性処理道具として毎日犯され続けて人生オワタ… 和久井美兎（3月5日、グローリークエスト）
- 何コレ?! こんなの初めてっ!! 媚薬がたっぷりしみ込んだ布が、第2の皮膚となって全身を覆う常識破りの快感エステ!! 5（3月7日、LEO）
- 素人娘の全裸図鑑 34 今時の女の子11名が恥らいながら脱衣していく様子をじっくり撮影した、変態紳士のためのヘアヌードコレクション（3月12日、かぐや姫Pt/妄想族）
- おマ●コとアナルがハッキリ見える 6 素人娘の超接写オナニー 12人（3月19日、かぐや姫Pt/妄想族）
- SOD女子社員 完全撮り下ろし! じっくり! いきなり野球拳2024 12本番@7時間SP 勤務中ならいつでもどこでも勝負開始! 本気の脱衣ジャンケンでおっぱい! お尻! おま○こ! 全部めくって赤面羞恥 & その場で公開セックス（3月20日、SODクリエイト）
- 女子大生だらけのシェアハウスに男僕1人が家政婦として入居させられてから欲求不満な女子たちに毎日僕のチ〇ポもシェアされエッチしまくりだった! 尾崎えりか さつき芽衣 和久井美兎 綾瀬こころ（4月9日、unfinished）
- スタンガン感電ショック姦 001（4月11日、SODクリエイト）
- ナンパした娘がクソ生意気なメスガキでエロマンガのように逆レ○プ搾精されてしまった 和久井美兎（4月16日、MAXING）
- 都内某コンビニエンスストア悪徳エロ店長による万引き制服美少女中出し折檻動画 其の4 和久井美兎（4月16日、カルマ）
- 美人ジャーナリスト 知りすぎた女3 和久井美兎（4月23日、レッド）
- 実写版 生徒会長は真性露出狂 和久井美兎（5月7日、山と空/妄想族）
- 女子校生の姉たちと男はボク1人の王様ゲーム 由良かな 和久井美兎 琴石ゆめる 愛夢みり 天野花乃（5月9日、アイエナジー）
- 超密着接写 剛毛逆バニーギャル 巨乳ムチムチハメ狂い 和久井美兎（5月14日、AVS collector’s）
- 押しに弱いエステティシャンへハミ出し勃起チ○ポをアソコに押し当てパンツ越し先っぽグリグリ挿入! 欲しがるまで焦らしコスればナマSEXできちゃうのか? Vol.10（5月21日、はじめ企画）
- アナルのシワの数までハッキリわかる! スティックローター連続絶頂アナル見せオナニー（5月23日、アイエナジー）
- THE ドキュメント 本能丸出しでする絶頂SEX エロBODY若妻が極太チ〇ポで脳イキ乱交トリップ 和久井美兎（6月4日、美人魔女/エマニエル）
- 航空会社勤務の現職キャビンアテンダントさん女性経験無しのシャイな童貞の悩みを解決してもらえませんか? フル勃起した童貞チ○ポにフライト帰りでムラムラしてるCAさんが赤面発情!?（6月6日、アイエナジー）
- ラッキーな胸チラを発見し、気づかれないように見てたけど、やっぱりバレてた?! 27 ～ヨガインストラクター編～（6月7日、LEO）
- 放課後にセルフ露出する優等生J系を見つけたので…【J系4名】（6月18日、山と空/妄想族）
- 【個撮】どこでもフェラ15 11人（6月18日、かぐや姫Pt/妄想族）
- 某地方都市で営業してるAVのプロダクションの面接にやってきた女の子たち (2) 8名収録（6月22日、JUMP）
- 悪徳エロ医師盗撮 「本当に治療に必要なことなんですか? あっ… ダメぇ…」 制服美少女わいせつ産婦人科診察 (KAM-202)（7月16日、カルマ）
- プリケツやりまんぎゃるの肉迫ボディ お金でぜーんぶプリッと解決 イマドキ女の子 みとちゃん（7月23日、JUMP BEYOND）
- 街中ゲリラナンパMM便15周年! 顔出し解禁! Fカップ以上! 巨乳ビキニ女子大生 密着ぬるぬるパイズリ編 vol.02  8人全員SEXスペシャル! マジックミラー便 ギンギンち○ぽを柔らかおっぱいで挟んでドピュッ! 真夏の水着女子が初めてのデカチン挿入でイキまくり!（8月20日、DEEP'S）
- 素股プレイでハプニング!! 妹とセックスの練習中に間違ってヌルンと挿入!! 11（9月6日、LEO）
- ノースリーブの巨乳に顔埋めながらべろんべろんに乳首舐められ続ける。（9月24日、アロマ企画）
- ベロチュー乳首弄り × 睾丸弄りオイル手こき × 連続2回発射!!（10月8日、アロマ企画）
- 媚薬バイブレ〇プ ギャルデリヘルを呼んだら「めんどくさい」などと、態度が悪かったので、オプションのバイブに強力媚薬を仕込んでマ〇コの奥の奥まで注入し強制発情!! 下品に喘ぎながら痙攣イキしまくるようにしてやった!!（10月8日、SCOOP）
- クールな女医とギャルなナースがM男アナルを診察しながらメスイキさせるWペニバンクリニック 黒川すみれ 和久井美兎（10月15日、グローリークエスト）
- 失禁媚薬’ 学生時代から今に至るまでイジメられ、パシリ扱いしてきたヤンキーギャルに利尿ドラッグを注入!! 初めは威勢がよかった彼女もボクの逆襲チ〇ポに屈服!! 何度も絶頂!! 失禁しながら快楽堕ち…!（11月12日、SCOOP）
- 元ヤリマンと噂の美人ギャルママが男性教師を喰いたいが為にノーパンノーブラ来校!! 保護者面談中に胸とマ〇コを何度もチラつかせてチ〇コをフル勃起させたあげく「このままアタシと生でSEXしない…?」とクソビッチな誘惑をしてきた!（11月12日、SCOOP）
- ショートパンツスーツのふともも × 腿こき（11月26日、アロマ企画）
- 親友の彼女が責め痴女で親友の留守中にアナル開発されてメスイキさせられまくった僕。和久井美兎（12月10日、MEGAMI）
- 社長の絶倫マラをお世話するフェラ専秘書 唾液まみれのチンしゃぶで濃ゆ～い精子を出し尽くす秘密の口淫性交（12月24日、BAZOOKA）

- ギャル生徒の両乳首舐め快楽アクメに屈して2人のレズペットになり下がる女教師 2（1月9日、電脳ラスプーチン）
- 制服女子ぎゅうぎゅう痴漢バス 4 女子学生20人（1月11日、ドリームチケット）
- 僕の部屋を占拠する生意気な妹とビッチギャルにチン堕ち制裁でわからせる みど りりあ りか（1月24日、TMA）
- 太腿で顔面サンドウィッチされながら乳首と亀頭同時責めされ続けるむちむち3P性感（1月14日、アロマ企画）
- パンスト美脚秘書に丁寧語を使われながら上から目線で痴女られて… 百永さりな 千鶴えま 桐香ゆうり 和久井美兎 祈山愛（2月1日、OFFICE K’S）
- ドMホイホイ焦らし痴女に脳汁とろとろになるまで弄ばれて絶対に射精させてもらえないご褒美拷問M性感（2月4日、M男パラダイス）
- 「ち〇ぽもっともっと硬くして…」と耳元で囁かれながら睾丸と亀頭を焦らし責められ続ける限界勃起3P性感（2月11日、アロマ企画）
- 美尻お漏らし顔面騎乗 2（3月1日、OFFICE K’S）
- 職場でイジメてくる先輩OLがベロ酔いで僕を彼氏と間違えた!? 発情が抑えきれずにバキュームフェラで金玉枯れるまでザーメンを搾り取られた（3月1日、OFFICE K’S）
- 素人娘 初めてのエロ尻ディルドオナニー (5)（3月1日、OFFICE K’S）
- 完全CFNM 全裸ですけべ椅子に拘束され乳首弄りとトルネードオイル手コキ、いそぎんちゃく睾丸性感で骨抜きにされ続ける（3月25日、アロマ企画）
- あなたの初ヌード撮らせてください! 素人娘20人の全裸コレクション (5)（4月1日、OFFICE K’S）
- レズギャル2人に挟まれ乳輪イキするまで両乳首を舐められる地味巨乳補導員（4月10日、電脳ラスプーチン）
- 美○女仮面オーロラリュクス（4月11日、GIGA）
- 黒パンスト痴女人妻ハーレム! W淫語責め! ～顔面を蒸れた黒タイツ脚ロック～（4月24日、FALENO TUBE）
- 巨乳水着ギャルばかりを狙う海の家ナンパエステ 27（5月6日、変態紳士倶楽部）
- リピート率100%! 完全会員制 男の潮吹きハーレムエステ 末広純 幾野まち Nia 福田もも 和久井美兎（5月20日、犬/妄想族）
- 濡れてテカってピッタリ密着 神スク水 和久井美兎 可愛い女子のスクール水着姿をじっとりと堪能! 着替え盗撮から始まり貧乳から巨乳にパイパン、ハミ毛、ジョリワキ等のフェチ接写やローションソーププレイやスク水ぶっかけ等を完全着衣で楽しむAV（5月22日、親父の個撮）
- 痴女ギャルハーレム 淫乱ビッチに囲まれ挟まれナイトプールで何度も射精させられた童貞陰キャな僕たち。（5月22日、FALENO TUBE）
- 貴方が抜きやすい最高のアングルでじっくりと魅せる神テクフェラチオ（6月1日、OFFICE K’S）
- 変質者のヤリ部屋に監禁されてセックス漬けの毎日…快楽堕ちしてオチ〇ポ中毒女になりました（6月10日、グローリークエスト）
- バレたらマズイ状況でこっそり吐息を漏らす 働くオンナのパンスト角オナニー（7月1日、OFFICE K’S）
- 素人娘 初めての感覚遮断イキ（7月1日、OFFICE K’S）
- クズな彼氏と私の言いなりNTR記録 和久井美兎（7月16日、MAXING）
- ネイキッドトレーニング 全裸筋トレ（7月22日、SEX Agent/妄想族）
- 常に中出し 乱交エステ 美丘さとみ 藤田こずえ 水瀬さな 和久井美兎 豊岡さつき（7月24日、アイエナジー）

### アダルトVR
- 絶対領域 毎週金曜のバイト帰り。1時間早く上がり、互いのフェチな欲求を満たす最高の関係性。和久井美兎（6月4日、KMPVR-彩-）
- 顔面特化アングルVR ～精子大好き! ちんしゃぶJ系 令和ギャル～ 和久井美兎（6月18日、KMPVR）
- ○年D組ヤリマン和久井ちゃん 受験終わりにラブホで中出し 和久井美兎（6月22日、SODクリエイト）
- ウチの店でバイトする日頃から明るいGALが甘えながら体を絡ませ超密着でべったりSEX 和久井美兎（7月2日、KMPVR）
- 本番NGのお店で小悪魔的に誘惑してくるセラピスト。勃起したチ○ポをみて 「お店には内緒ですよ」といって騎乗位挿入! めちゃくちゃキスしながら中出しを求めてくる!! 和久井美兎（7月3日、SODクリエイト）
- 怖いもの知らずのイタズラ好き小悪魔新人ナースがバレたらヤバい状況でニヤニヤ挿入おねだり生ハメ中出しご奉仕 和久井美兎（7月10日、kawaii*）
- HQ劇的超高画質 隣のお姉さんにザーメンお漏らしルーインドオーガズムで賢者タイム無しに何度もだらしなく残念射精させられる僕 和久井美兎（7月18日、ブイワンVR）
- ベロと舐めVR（7月19日、KMPVR）
- 見てるだけで幸せ… これからこの制服女子とSEXします。ムチムチボディにFカップ美乳! ぷく顔かわいいマイペースな年下彼女は騎乗位がお好き! 和久井美兎（8月26日、CRYSTAL VR）
- 媚薬オイル堕ちした美乳テニス部員 和久井美兎（11月24日、AQUA）
- ベロキスディルド手コキオナサポ 2（12月22日、AQUA）

- きっしょいM男の湿った素肌を直で触るとかマジで無理! 性格ドギツい高飛車ギャルのディスタンスM性感 和久井美兎（2月16日、AQUA）
- タメ口でノリノリ～★かわちぃGALの凄テクエステで連続発射! 和久井美兎（4月19日、ワンズファクトリー）
- 和久井先輩のプルンプルンおっぱいがエロすぎる! H大学コスプレサークルの超アグレッシブ新入部員勧誘VR 8Kハイクオリティ!!（8月7日、レゾレボVR）

- 【和久井美兎 逆オファー企画作品】「あの人と共演してみたい」みとぴょんが熱望するあの大人気女優と一緒に考えた最強の童貞筆下ろしSEXをやってみよう 和久井美兎 斎藤あみり（2月8日、KMPVR-彩-）
- 【和久井美兎 逆オファー企画作品】病みセクVR ～好きだからパキっちゃう、こんな私をもっと見て オーバードーズSEX～ 和久井美兎（2月11日、KMPVR-彩-）
- クラスのギャル達に僕の部屋が占拠されてたまり場になった件 りりあ・りか・みと（4月8日、TMA）
- 時間停止AVの撮影中は何をしても抵抗して来ない説 和久井美兎（7月25日、AQUA）

### アダルト配信
- 【初撮り】【S級美人看護師】【クンニで絶叫逝き】品のある立振る舞いにアイドル級のルックスを持った現役看護師を発掘。脱がせてみるとカラダもハイスペック過ぎて、性感帯の敏感なクリを責めていくと.. ネットでAV応募→AV体験撮影 1755（2月12日、シロウトTV）

- 【フェラ抜き小悪魔】撮影されるのが大好きなスケベ女現る! 突発トイレフェラ抜きでまずは一発目!? ホテルでは自らくぱぁ誘惑! 敏感手マンで指が抜けないキツキツマ●コ! ひょっとこバキュームでザーメン搾り取られ注意w美尻美乳のエロボディで濃厚セックス楽しみまくり!【PornGirl.16】【mito】（4月30日、街角シロウトナンパ）
- 【イヤラシーーーい身体と顔で他人棒を味わい感じまくり! 彼氏の前でマジイキ三昧】彼女を友人に寝取らせてみたら…【みと (22) / 同棲二年目】（5月8日、ドキュメントdeハメハメ）
- うさぴょん（5月13日、素人ホイホイ）
- ミト（5月17日、素人ホイホイ）
- ミト（6月5日、えちえち素人）
- メン地下に貢ぐためにオジサンに買い叩かれる美少女J♪! お買い得すぎる巨乳 + 巨尻ボディに種付けさせてもらいました! 【みさと(1●)】（6月11日、しろうとまんまん）
- WAKU（6月15日、素人ホイホイSH）
- U.W（6月19日、素人ホイホイLOVER）
- 和久井詩音 (mywife623)（8月12日、舞ワイフ）
- 雷003（9月28日、雷）
- みと (scute1414)（9月29日、S-Cute）
- みと（9月29日、Re:Fuck）
- 寝ても覚めてもエロいことが大好き! ドスケベバニーコスOLギャル＠みとちゃん (20)（11月8日、パコちゃん。）
- ぴょんまる（11月21日、素人ギャラリー）
- みと（11月29日、KAKUJITSU）
- みさと (mbgm004)（12月16日、素人ギャラリー）

- ホテルスタッフW（1月2日、素人ペイペイ）
- みと (oreco559)（1月5日、俺の素人-Z-）
- イチャラブ濃厚とろ甘セブンデイズ ～働く彼ピとお泊り 1 week love days～ #002 和久井美兎（1月27日、パコちゃん。）
- みとちゃん (oreco592)（2月4日、俺の素人-Z-）
- みとちゃん (oreco605)（2月8日、俺の素人-Z-）
- 航空会社勤務の現職キャビンアテンダントさん! 女性経験無しのシャイな童貞の悩みを解決してもらえませんか? フル勃起した童貞チ○ポにフライト帰りでムラムラしてるCAさんが赤面発情!? みとさん（3月11日、アイエナジー）
- 【褐色Fカップ! 抱き心地最高ふわすべボディ!!】 夜の銀座で目立ちまくりなギャルを発見! 元ナース?!のエロボディを見逃すな! ホテルに着くなり速攻SEX! イキまくり! ハメまくり! もちのロンで特濃なま中出し♪抱き心地最高ボディで抜きまくれ!!!【ギャルしべ長者 89人目 ココリンちゃん】（3月25日、Jackson）
- アナルのシワの数までハッキリわかる! スティックローター連続絶頂アナル見せオナニー 和久井美兎（3月29日、アイエナジー）
- みと (instc554)（4月2日、いんすた）
- うさちゃん（4月9日、いんすた）
- ミーちゃん（5月3日、ギャルpay）
- Wちゃん (oremo178)（5月5日、俺の素人-Z-）
- 褐色肌の令和最新ギャル × ジャストフィットな抱き心地の美巨乳ボディ【みぃ(会社員)】【中出し2回】【美形お椀型おっぱい】【金髪ギャル】【ねっとりフェラ】（6月26日、MOON FORCE）
- M205ちゃん (shinki207)（10月4日、蜃気楼）
- Mさん (gerk610)（10月6日、ゲリラ）
- のんちゃん (sna024)（10月18日、SNAP × SNAP）
- みとちゃん (rabf025)（11月2日、ZOOOthe100）
- Mさん 2 (gerk612)（11月8日、ゲリラ）
- みと (gerk615)（11月11日、ゲリラ）
- M (orena041)（11月27日、俺の素人）
- のんちゃん & みとちゃん (ginac004)（12月1日、いんすた）

- 初めての真正中出し解禁5発 渋谷ギャルとラブホで生輪撮影 和久井美兎（6月30日、なまなま）

### イメージビデオ
- Mito Cheerful rabbit・和久井美兎（2022年7月7日、REbecca）

### デジタル写真集
- ドキッ! 丸ごとヌード 全裸だらけの水泳大会 週刊ポストデジタル写真集（4月28日、小学館、撮影:LUCKMAN）[19]
- 南国物語 和久井美兎（6月3日、プレステージ出版、撮影:C:TAKERU）※【グラビア写真集】と【ヌード写真集】の2種類あり。
- Mito Cheerful rabbit・和久井美兎（8月8日、REbecca）

- みとぴょん。 和久井美兎（6月9日、プレステージ出版、撮影：上野勇）※【グラビア写真集】と【ヌード写真集】の2種類あり。
- 蜜会 そのままで… 和久井美兎（7月10日、プランドール、撮影：合田好宏）
- 蜜会 ファレノプシス 和久井美兎（7月10日、プランドール、撮影：合田好宏）

- PRESTIGE POSE MESSAGE 和久井美兎 01（2月23日、プレステージ出版）
- PRESTIGE POSE MESSAGE 和久井美兎 02（3月15日、プレステージ出版）
- PRESTIGE POSE MESSAGE 和久井美兎 03（3月22日、プレステージ出版）
- PRESTIGE POSE MESSAGE 和久井美兎 04（3月29日、プレステージ出版）
- PRESTIGE POSE MESSAGE 和久井美兎 05（9月27日、プレステージ出版）
- PRESTIGE POSE MESSAGE 和久井美兎 06（11月8日、プレステージ出版）

- PRESTIGE POSE MESSAGE 和久井美兎 07（1月31日、プレステージ出版）
- PRESTIGE POSE MESSAGE 和久井美兎 08（4月18日、プレステージ出版）
- PRESTIGE POSE MESSAGE 和久井美兎 09（5月16日、プレステージ出版）

### 音楽
- リリーラブ　僕が愛だ（2024年11月29日、ラブパンク）※RADICAL LILY POPとして

## 出演

### テレビ
- ケンコバのバコバコナイト（2022年3月5日 - 、サンテレビ） - スタジオレギュラー
- ビ〜チ9（2022年11月、テレビ埼玉） - マンスリーゲスト

### ラジオ
- ザ・マミィの今一歩、前へ #9,#10,#29,#30（2022年5月30日,6月6日,10月10日,10月17日、文化放送）

### ウェブテレビ
- 昭和ラブホ探訪 #1（2022年12月19日、Stand Up!）[20]
- 鶴瓶&ナイナイのちょっとあぶないお正月（2023年1月2日、ABEMA） - 「復活!元祖英語禁止ボウリング」に出演[21]

### ウェブラジオ
- マインズ三姉妹金曜日の夜更し（2022年11月18日,12月2日、radiotalk）[22][23]

### 映画
- モーテル303（2023年11月29日、オーピー映画、監督：小関裕次郎） - 佐藤文 役[24]
- 推し、満開（2024年11月29日、オーピー映画、監督：高原秀和） - 宇和島みのり 役[25]

### YouTube
- 現役看護師決意のA○デビューの裏側！（2022年5月11日、くりチューブ）

### イベント
- きみとパイセンを持ち上げる1夜限りの泥酔ナイト（2022年11月18日、東京・代々木 A Talk Club WOOFER）※第3部に出演[26]。
- マインズ FRIDAY NIGHT（2024年9月6日、東京・代々木 A Talk Club WOOFER）[27]
- みとぴょんと酒を呑みたい! 智崇石垣の夜のオカズになる話（2024年10月19日、東京・ミコノス）[10]
- マインズ FRIDAY NIGHT ＜今宵は、みる戦暴れます＞（2024年11月8日、東京・代々木 A Talk Club WOOFER）※アイドルグループ「みるくの戦士」として参加[28]。
- マインズ15周年popupイベントフィナーレinエターナルステージ（2024年11月17日、秋葉原 eternal stage）[29]
- SODLAND みるくの戦士 出勤イベント（2024年12月6日、東京・歌舞伎町 SODLAND）※「みるくの戦士」のメンバーとして参加[30]。
- がんばれ! みとぴょん伝説（自身の冠イベント）
  - 祝3周年! がんばれ! みとぴょん伝説（2025年3月1日、東京・レフカダ新宿）[12]
  - がんばれ! みとぴょん伝説 第二章（2025年4月6日、東京・レフカダ新宿）[13]
  - がんばれ! みとぴょん伝説 第三章 音羽美鈴参戦!（2025年5月25日、東京・レフカダ新宿）※音羽美鈴がゲスト出演[14]。
  - がんばれ! みとぴょん伝説 第四章（2025年6月28日、東京・レフカダ新宿）※福田ももがゲスト出演[16]。
  - がんばれ! みとぴょん伝説 第五章（2025年7月19日、東京・新宿ミコノス）※mionがゲスト出演[17]。

### 音楽イベント
- LADY MADONNA ～春、桜の花芯満開～（2024年3月28日、東京・青山RizM）※「和久井美兎 & 福田もも」名義[9]
- LADY MADONNA ～夏のユニット祭り～（2024年7月11日、東京・青山RizM）※「みるくの戦士」名義[2]
- LADY MADONNA 拡大版 2024（2024年11月21日、川崎 CLUB CITTA'）※「みるくの戦士」名義[31]
- ツインテールまだやらせてください！冬のにゃん祭り白浜美羽生誕♡（2025年2月22日、レフカダ新宿）※「みるくの戦士」名義[32]
- LADY MADONNA Vol.18（2025年3月27日、青山RizM）※「みるくの戦士」名義[33]
- みるふぇすっ! ～みるくの戦士主催ライブ～（2025年4月19日、東京・秋葉原）※「みるくの戦士 / みるせんっ!」名義[3]
- みるすとーむ!（2025年6月14日、東京・秋葉原 ZEST）※「みるせんっ!」名義[15]

### 雑誌
- 週刊ポスト 2022年5月6・13日号（小学館） - 袋とじ「ドキッ!丸ごとヌード 全裸だらけの水泳大会」
- EX MAX! 2022年9月号（文友舎） - グラビア「#みっかい」